# Barry St. John
Barry St. John, vlastním jménem Eliza Janet Thomson, (1943 – 24. července 2020) byla skotská zpěvačka.
Narodila se v glasgowské čtvrti Gallowgate. Profesionálně poprvé vystupovala ve čtrnácti letech s kapelou The Midnighters Iaina Campbella. V sedmnácti se usadila v Londýně a později vystupovala s kapelou Bobby Patrick and the Big Six, v níž dále hráli mimo jiné Archie Legget a Alex Young (bratr bratří Youngových z AC/DC), v hamburském klubu Star-Club. V roce 1964 podepsala smlouvu s vydavatelstvím Decca Records a vydala svůj první singl „A Little Bit of Soap“. Později vydala – u různých vydavatelství, včetně Columbia Records a Major Minor Records – několik dalších singlů a v roce 1968 jednu dlouhohrající desku According to St. John. Počátkem sedmdesátých let působila v kapele Les Humphries Singers, později vydala pouze dva další singly. Zpívala doprovodné vokály na desítkách alb mnoha hudebníků, jako jsou Daevid Allen, Kevin Ayers, John Cale, Kevin Coyne, Bryan Ferry, Johnny Hallyday, Elton John, Cat Stevens, Rick Wakeman a Gary Wright. Na albu The Dark Side of the Moon (1973) skupiny Pink Floyd zpívala ve čtyřech písních („Eclipse“, „Time“, „Us and Them“ a „Brain Damage“). Hudební kariéru ukončila v devadesátých letech. Jejím prvním manželem byl saxofonista Howie Casey, druhým saxofonista Peter McGregor. Zemřela v Londýně ve věku 76 let.

## Sólová diskografie

### Singly
- „A Little Bit of Soap“ / „Thing of the Past“  (1964)
- „Bread and Butter“ / „Cry to Me“ (1964)
- „Mind How You Go“ / „Don't You Feel Proud“  (1965)
- „Hey Boy“ / „I've Been Crying“ (1965)
- „Come Away Melinda“ / „Gotta Brand New Man“ (1965)
- „Everything I Touch Turns to Tears“ / „Sounds Like My Baby“ (1966)
- „Cry Like a Baby“ / „Long and Lonely Night“ (1968)
- „By The Time I Get to Phoenix“ / „Turn on Your Light“ (1969)
- „My Man“ / „Bright Shines the Light“ (1974)
- „I Won't Be a Party“ / „Do Me Good“ (1975)

### Album
- According to St. John (1968)